# Très grande Europe

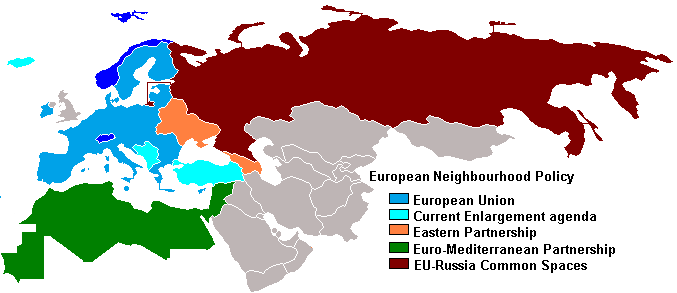
Initiatives régionales de l'UE ; Futur élargissement de l'Union européenne (ASA et pays candidats), PEV; Partenariat oriental, Partenariat Euromed et la Russie-Union européenne.

La grande Europe ou très grande Europe désigne l'idée d'étendre et de développer l'Europe. Il implique généralement une extension des limites traditionnelles de l'Europe, incluant les pays trans-eurasiens, ou des pays à proximité possédant un fort héritage européen.
Cela inclut spécifiquement un futur élargissement ou de développement de l'Union européenne.

## Sources

## Compléments